# Chaerilus neradorum
Espèce
Chaerilus neradorum est une espèce de scorpions de la famille des Chaerilidae.

## Distribution
Cette espèce est endémique de la province de Surat Thani en Thaïlande. Elle se rencontre sur Ko Samui.

## Description
Le mâle holotype mesure 23,25 mm.

## Étymologie
Cette espèce est nommée en l'honneur de Hana et Ladislav Nerad.

## Publication originale
- Kovařík, Lowe & Šťáhlavský, 2018 : Three new Chaerilus from Malaysia (Tioman Island) and Thailand (Scorpiones: Chaerilidae), with a review of C. cimrmani, C. sejnai, and C. tichyi. Euscorpius, no 268, p. 1–27 (texte intégral).